# Eget
Eget (også Jeget) har været en af de mindste herregårde i Vendsyssel. Herregården er beliggende i Skærum Sogn, Horns Herred, Hjørring Amt og den tilhørte i 1478 Mads Svendsen Orne (Orning), hvis slægt havde ejet Eget i over 100 år.

## Ejere af Eget
- fra 1364 Slægten Orning
- 1478 Mads Svendsen Orne
- 1500 ca. Svend Madsen Orning
- 1567 ca. Ellen Vilsdatter Galskyt
- 1658 ca. Sofie Jensdatter Orning
- 1658 ca. Vil Orning og Christoffer Orning
- 1664 Vil Sørensen Orning
- Søren Orning
- 1680 Vil Orning (eneejer)
- 1689 Laurids Nielsen Dall
- 1691 Jens Olufsen Vang
- 1710-1716 Enke Fru Vang
- 1716 Magnus Christoffer Mumme
- 1730 ca. Peder Bloch Eilersen Stampe
- 1755 Anders Christensen Brønnum
- 1758 Jens Jensen Todberg
- 1765 Johannes Andersen Gleerup
- 1774 Laurids Egeriis
- 1783 Mathias Bering
- 1818 Enke Fru Christine Ilum Klitgaard
- 1823 Arent Hassel Rasmussen
- 1830 Enke Fru Sophie Cathrine Fibiger, født Worm
- 1831 Ludvig Christian Brinch-Seidelin
- 1838 Frederik Ferdinand Meilbye
- 1842 Peter Anders Qvistgaard
- 1871 Johannes Charles Hasselbalch
- 1882 Wilhelm Reichert
- 1883 H. Lenschau
- 1886 Barfred Pedersen, Hans Christian Poulsen, Frederik Nielsen
- 1913 Niels Mellergaard
- ?-? P. Højbjerre
- ?-? Th. P. Therkildsen
- ?-1921 Monrad